# Ahmed az-Záhir
Ahmed az-Záhir (přepisováno také A-Dahar; hebrejsky אחמד א-ד׳אהר‎, arabsky أحمد جمال الظاهر‎, 1906, Nazaret, Osmanská říše – 6. února 1984 Izrael) byl izraelský politik a poslanec Knesetu za stranu Kidma ve-pituach (Pokrok a rozvoj).

## Biografie a politická dráha
Narodil se v Nazaretu. V letech 1942–1948 byl členem Výboru národní obrany, po třicet let zasedal v městské samosprávě v Nazaretu. Patřil do komunity izraelských Arabů.
V izraelském parlamentu zasedl poprvé po volbách v roce 1959, kdy kandidoval za Kidma ve-pituach. Nastoupil do parlamentního výboru pro veřejné služby a výboru House Committee. Ve volbách v roce 1961 byl zvolen opětovně na kanditátce Kidma ve-pituach. Stal se členem výboru pro jmenování islámských soudců a výboru House Committee. Ve volbách v roce 1965 mandát neobhájil.